# Zekelita extorris
Zekelita extorris là một loài bướm đêm trong họ Erebidae.